# Aethiopiacris parva
Aethiopiacris parva är en insektsart som beskrevs av Scott LaGreca 1994. Aethiopiacris parva ingår i släktet Aethiopiacris och familjen gräshoppor. Inga underarter finns listade i Catalogue of Life.